# Amarylis nadobny

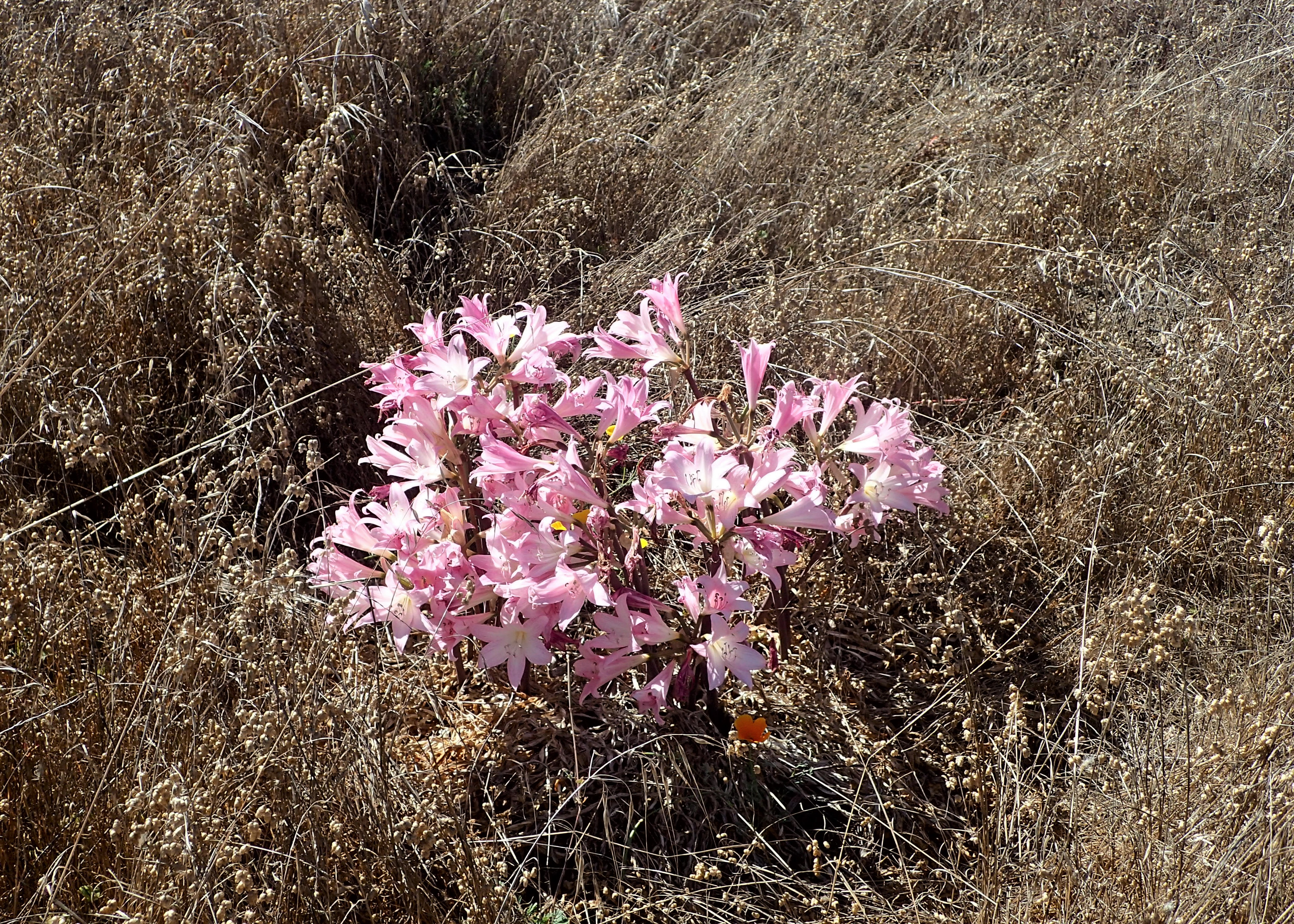
Pokrój

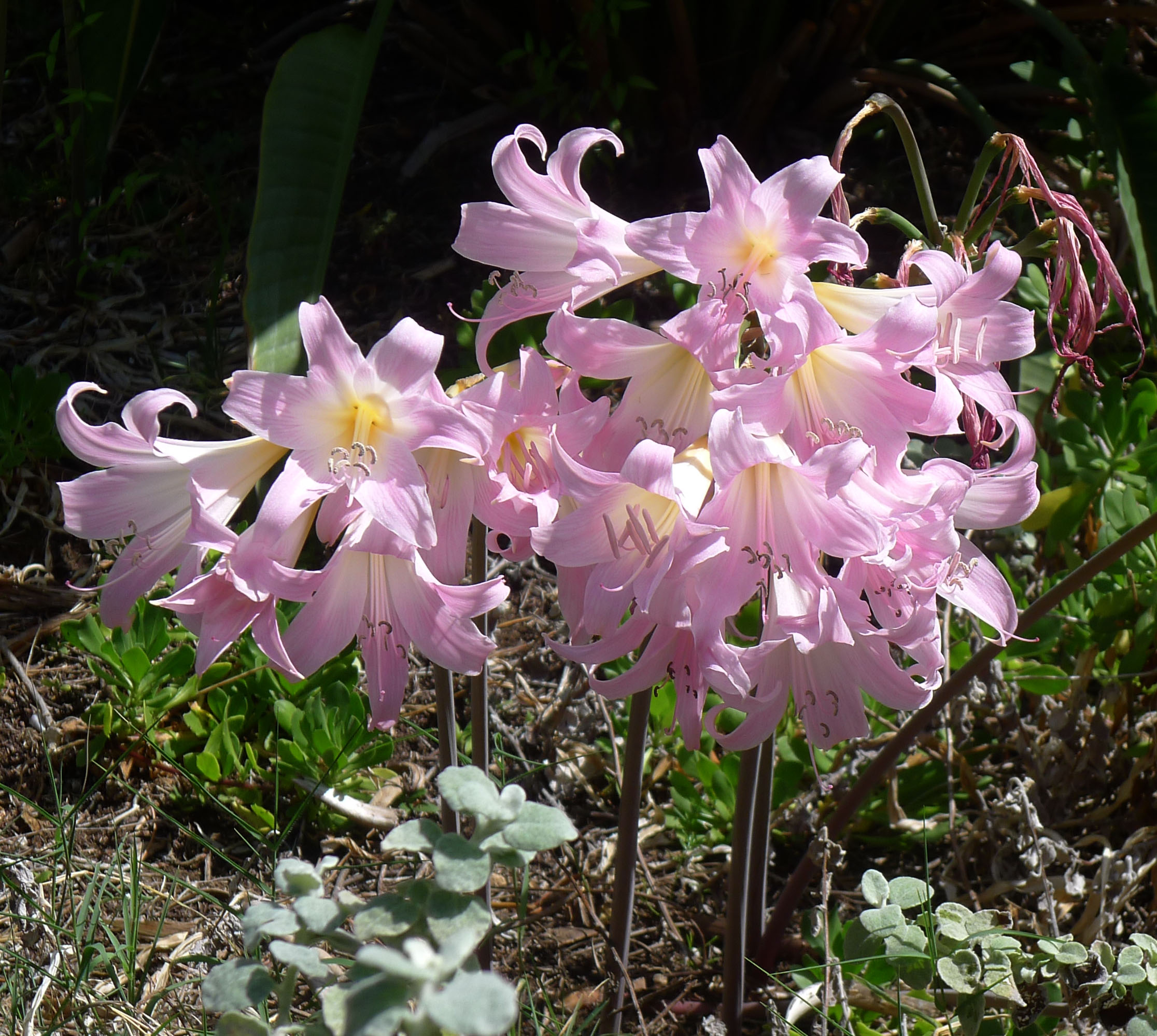
Kwiaty

Amarylis nadobny (Amaryllis belladonna L.) – gatunek rośliny z rodzaju amarylis z rodziny amarylkowatych, pochodzący z Afryki Południowej, introdukowany do Ameryki Północnej, Ameryki Środkowej, Europy, Australii i Nowej Zelandii.

## Morfologia
PokrójRoślina z cebulami osiągającymi 5–10 cm średnicy.
LiścieCharakterystyczną cechą tej rośliny jest to, że liście pojawiają się dopiero po przekwitnieniu rośliny. Językowate, stojące liście osiągają 30–50 cm długości i 2–3 cm szerokości.
ŁodygaWiosną lub latem z każdej cebuli wyrastają 1-2 nagie łodygi o fioletowym zabarwieniu i wysokości 30–60 cm.
KwiatySkupienie 2-12 lejkowatych i pachnących kwiatów pojawia się na szczycie łodyg. Okwiat ma 6–10 cm średnicy i tworzony jest przez 6 listków w dwóch okółkach. Barwa listków jest zwykle biała z różowym żyłkowaniem, zdarzają się jednak także kwiaty różowe lub purpurowe, gardziel zwykle żółta.

## Systematyka i zmienność
Należy do rodzaju amarylis (Amaryllis) z podplemienia Amaryllidinae, plemienia Amaryllideae, podrodziny Amaryllidoideae w rodzinie amarylkowatych (Amaryllidaceae).
Zmienność
Tworzy mieszańce z roślinami ze spokrewnionych rodzajów, np. z ponętlin (Crinum), o nazwie ×Amarcrinum, czy z Brunsvigia, o nazwie ×Amarygia.

## Nazewnictwo
Nazwę rodzajową tej rośliny wziął Karol Linneusz od imienia kobiety, nazwa gatunkowa (belladonna) oznacza piękną kobietę. W języku polskim ma nazwę amarylis nadobny lub amarylis piękny. Dawniej nazywany był lilią narcyzową. 
Wyglądem przypomina i jest często mylona ze zwartnicą (Hippeastrum), pochodzącą z Ameryki Południowej. Na początku XX wieku botanicy spierali się, której z tych roślin należy się nazwa Amaryllis, gdyż Linneusz nie sprecyzował tego dokładnie. Ostatecznie przyznano ją rodzajowi pochodzącemu z Afryki Południowej.

## Uprawa
Roślina uprawiana jako roślina ozdobna, choć tylko w łagodnym klimacie (strefy 8-11), w ostrzejszych warunkach klimatycznych można próbować uprawy pod osłoną południowej ściany lub wykopywać cebule na zimę i przechowywać w pomieszczeniu w temp. 5-10 °C. Wymaga przepuszczalnej gleby i zacisznego, słonecznego stanowiska. Cebule sadzi się zagłębione na 8 cm w glebie. Rozmnażanie przez podział cebul wiosną po obumarciu liści, ew. późnym latem przed rozpoczęciem kwitnienia, po kilku latach uprawy wytwarza bowiem cebule przybyszowe. Z łatwością można ją rozmnażać również z nasion. Po przekwitnieniu pęd kwiatowy usuwa się.